# Ilidža
Ilidža (serbisch-kyrillisch Илиџа) ist eine Verbandsgemeinde im bosnischen Kanton Sarajevo mit etwa 66.000 Einwohnern. Der Ort liegt am Fuße des Berges Igman am Fluss Željeznica und zählt, gemeinsam mit ein paar anderen Ortsteilen, de facto als Vorort von Sarajevo, mit dem es eng verbunden ist. In der Nähe befindet sich auch der internationale Flughafen Sarajevo.
Der ursprünglich zum Gebiet der Gemeinde gehörende östliche Teil von Ilidža ist seit dem Bosnienkrieg als Istočna Ilidža Teil der Stadt Istočno Sarajevo in der Republika Srpska.
Der Name Ilidža stammt aus der türkischen Sprache (ılıca) und bedeutet „natürliche heiße Quelle, Thermalbad“. Im Ort befinden sich viele Thermalquellen, die reich an Schwefel und Mineralien sind. Ilidža war seit der römischen Zeit ein bekannter Kurort.

## Geografie

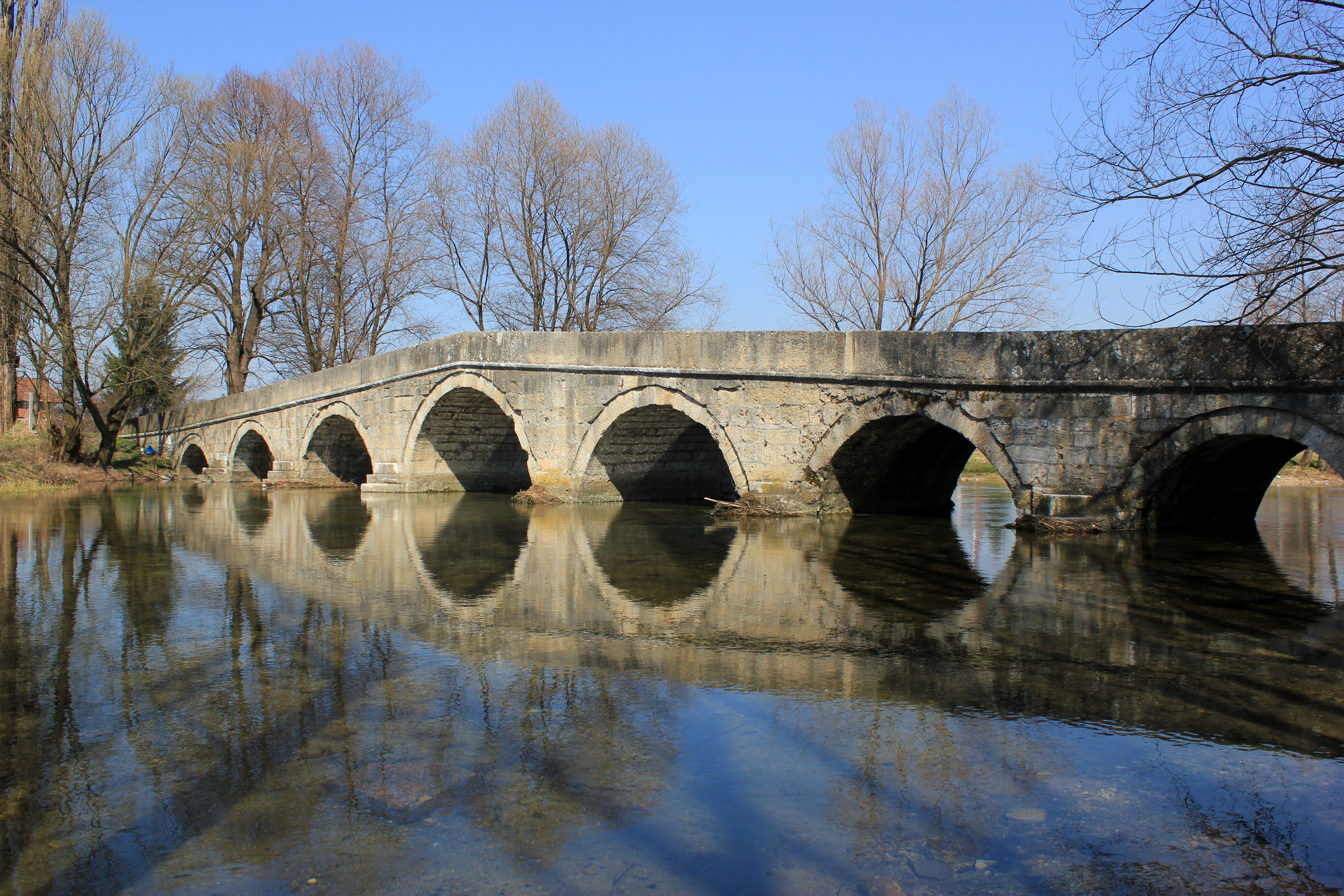
Die Brücke Rimski most über die Bosna

Auf dem Gebiet der Gemeinde entspringt einer starken Karstquelle (Vrelo Bosne) am Fuß des Berges Igman die Bosna, die sich noch auf dem Gemeindegebiet mit der weiter südlich entspringenden Željeznica vereinigt, um Richtung Norden der Save zuzufließen. Von Ilidža aus führt die etwa 2,8 Kilometer lange Velika aleja („Große Allee“) zur Quelle der Bosna. Etwas flussabwärts, westlich von Ilidža, führt eine osmanische Steinbogenbrücke über die Bosna, die als Rimski most („Römische Brücke“) bezeichnet wird.
Ilidža liegt an der Bahnstrecke Sarajevo–Ploče der Željeznice Federacije Bosne i Hercegovine (ŽFBH). 1891 wurde mit der Eröffnung der schmalspurigen Narentabahn die Stadt ans Eisenbahnnetz angeschlossen. Von 1963 bis 1966 trassierten die Jugoslawischen Staatsbahnen (JŽ) die Bahnlinie neu und bauten sie auf Normalspur um. Ilidža ist durch die Straßenbahn Sarajevo mit dem Stadtzentrum verbunden.

## Nachbargemeinden
Ilidža grenzt an die Sarajevoer Gemeinde Novi Grad, Istočna Ilidža, Hadžići, Kiseljak und Visoko.

## Stadtgliederung
Die Gemeinde besteht aus insgesamt 12 Siedlungen, den 11 ländlich geprägten Teilen Krupac, Jasen, Zoranovići, Vlakovo, Zenik, Rakovica, Kakrinje, Kobiljača, Vela und Buhotina sowie dem Hauptort Ilidža, der wiederum in mehrere Viertel gegliedert ist.
So besteht der Hauptort Ilidža selbst aus den Stadtteilen Otes, Pejton, Hrasnica, Lužani, Sokolović kolonija, Donji Kotorac, Vreoca, Vrelo Bosne, Blažuj, Osjek, Butmir, Stup und Stupsko brdo.

## Bevölkerung
Laut Volkszählung 2013 bezeichneten sich von insgesamt 66.730 Einwohnern 58.120 als Bosniaken (87,1 %), 3030 als Kroaten (4,5 %) und 1600 als Serben (2,4 %). Weitere 3980 rechneten sich einer anderen oder keiner Gruppe zu (6 %).

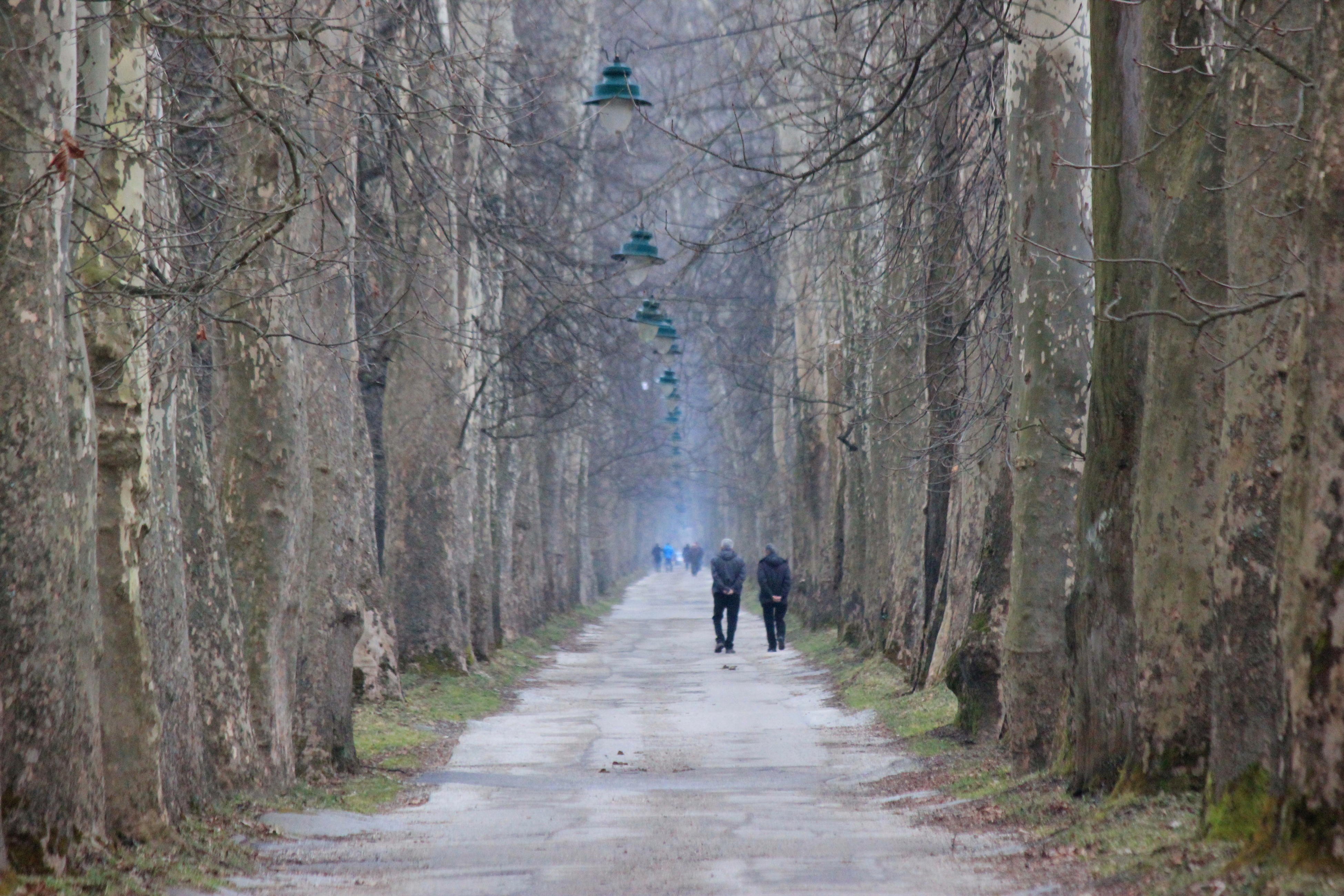
Die „Große Allee“ (Velika aleja) vom Kurpark zu den Quellen der Bosna
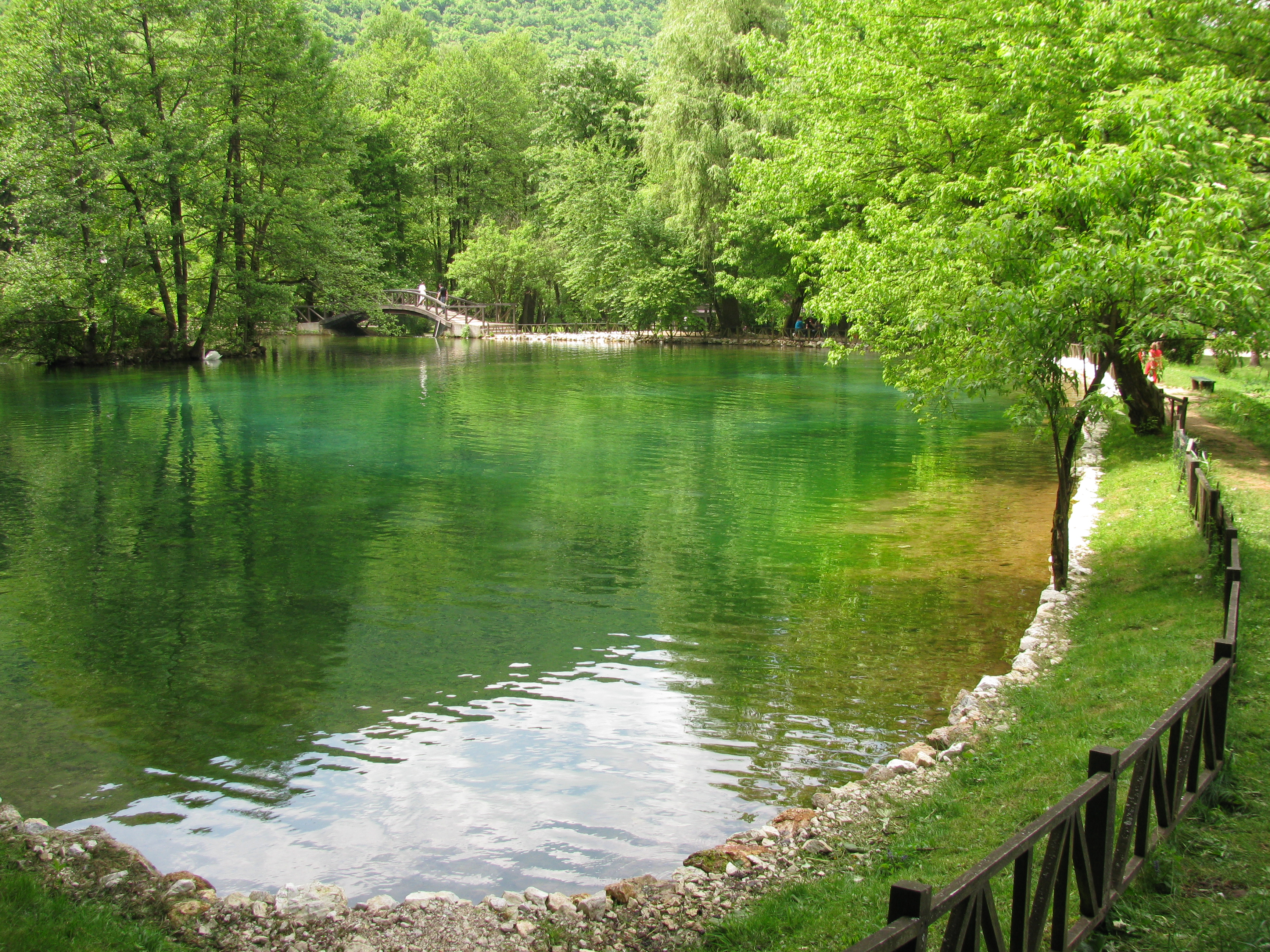
Vrelo Bosne
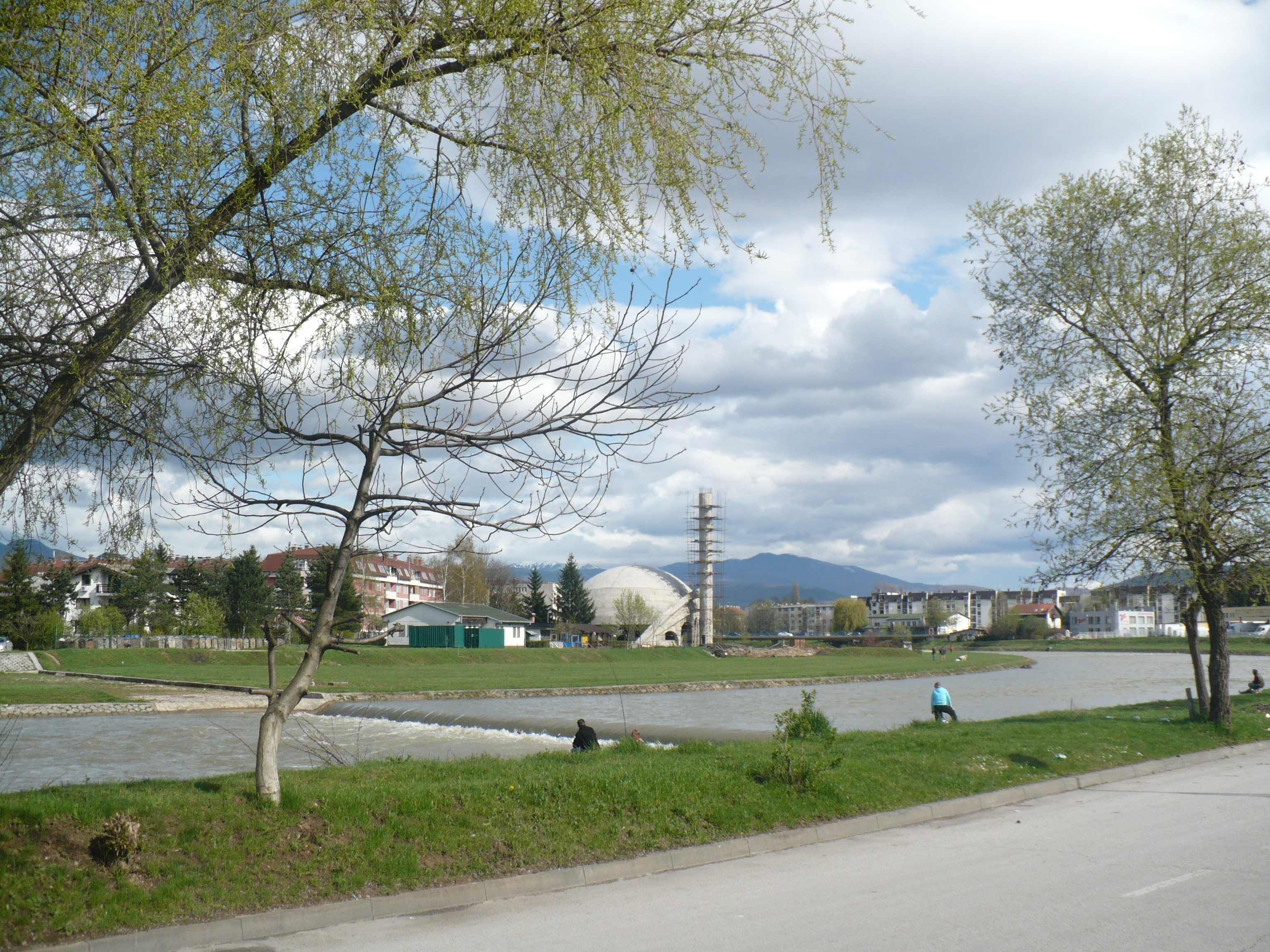
Die Željeznica in Ilidža
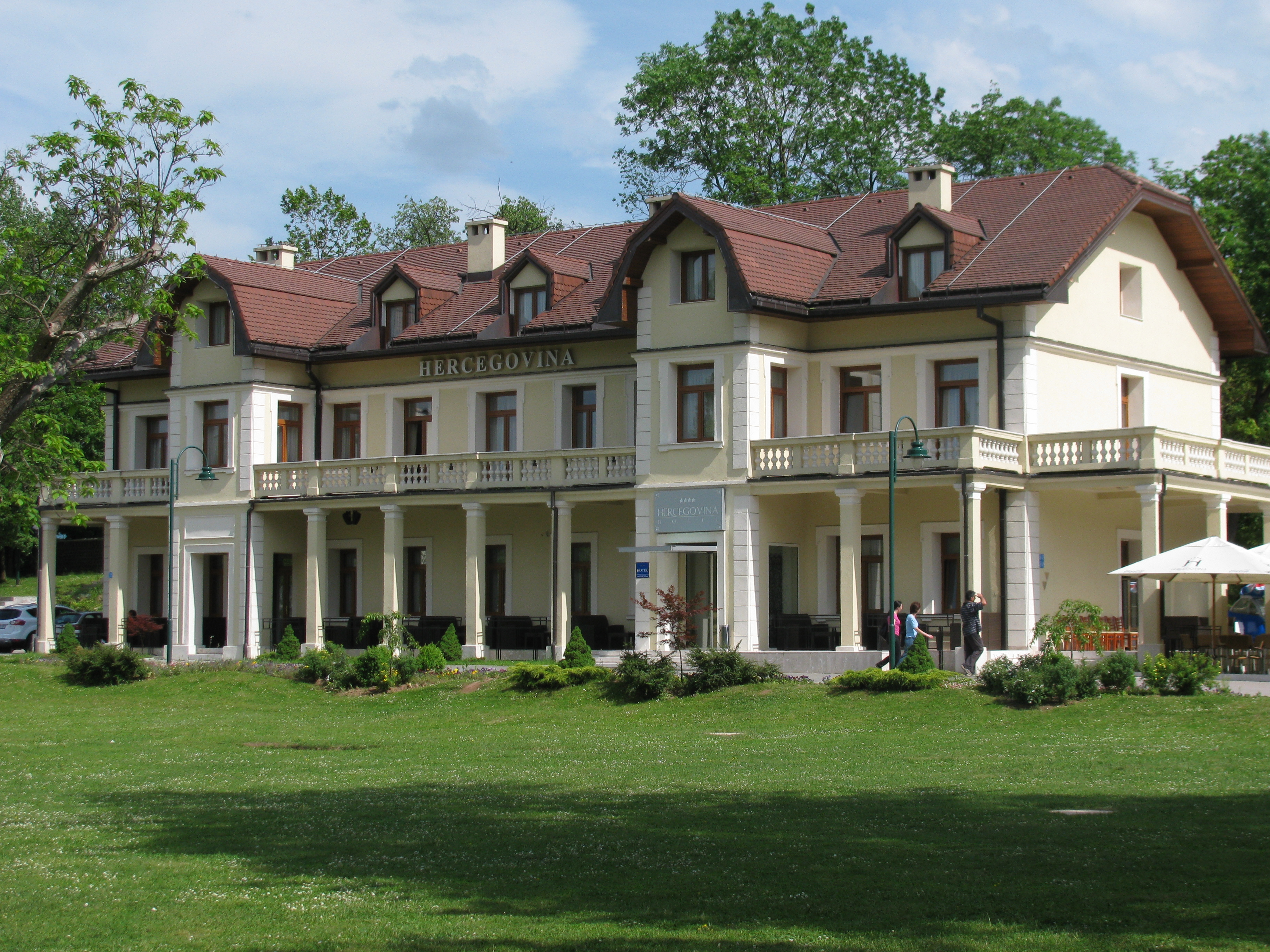
Kurhotel Hercegovina

## Sport
Der Fußballklub FK Bosna Union ist in Ilidža beheimatet.